# NGC 663
NGC 663 (другое обозначение — OCL 333) — рассеянное звёздное скопление в созвездии Кассиопея. В скопление входит 80 звёзд.
Этот объект входит в число перечисленных в оригинальной редакции «Нового общего каталога».
NGC 663 содержит много звёзд Be.